# Autotrofie

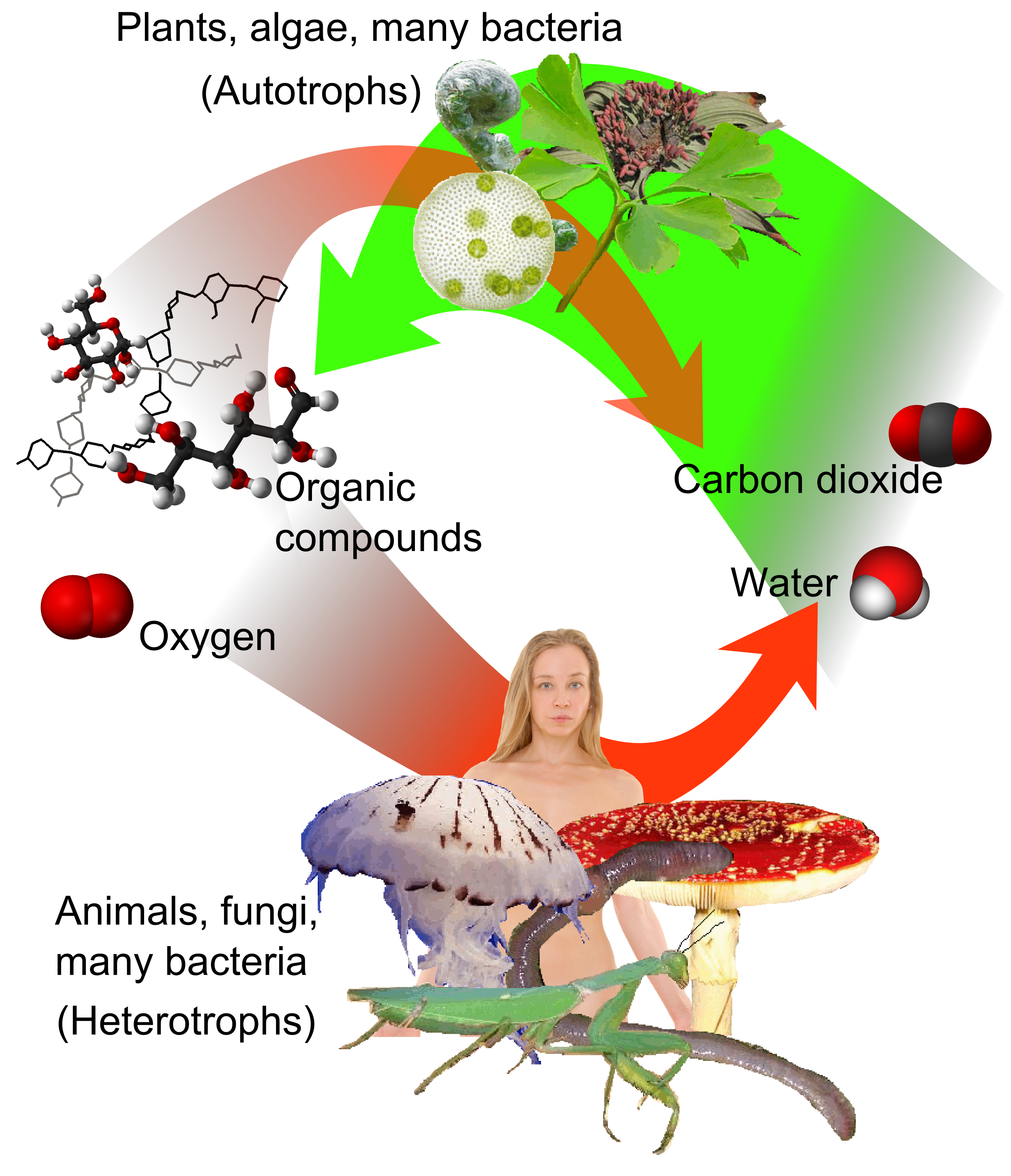
Cyklus mezi autotrofy a heterotrofy

Autotrofie (z řeckého autos – sám a trophe – výživa) je způsob získávání uhlíku pro tvorbu uhlíkatých skeletů vlastních organických látek u autotrofních organismů (nebo také primárních producentů, prvovýrobců). Tyto organismy získávají uhlík z anorganických látek (zpravidla oxidu uhličitého) a syntetizují si z něj uhlíkaté řetězce, na rozdíl od heterotrofních organismů, které to nedokážou a za zdroj uhlíku jim slouží organické látky vytvořené jinými organismy.
Zjednodušeně lze také říci, že autotrofní organismy dokážou přeměnit anorganické látky (především oxid uhličitý a vodu) na organické látky (sacharidy, tuky a bílkoviny).
Organismy, které využívají energii ze světla (fotosyntézu), se nazývají fotoautotrofní organismy a jsou to rostliny, řasy a sinice. Organismy, které využívají anorganické chemické reakce (chemosyntézu), se nazývají chemoautotrofní organismy a jsou to především bakterie.
Autoautotrofy jsou naprosto nezbytné pro většinu ostatních živých organismů na Zemi. Jsou na nich závislí býložravci a následně i masožravci. Ti všichni nedokážou přeměnit anorganické látky na organické.
Některé organismy kombinují heterotrofní a autotrofní výživu (například masožravé rostliny), ty pak označujeme za mixotrofní.

## Historie
Termín autotrof poprvé použil německý botanik Albert Bernhard Frank v roce 1892. První autotrofní organismus se vyvinul asi před dvěma miliardami let. Předpokládá se, že první organismy na Zemi byly primárními producenty a žili na dně oceánu. Fotoautotrofy vznikly z heterotrofních bakterií tím, že vyvinuly fotosyntézu. Nejstarší fotosyntetické bakterie používaly sirovodík. Vzhledem k nedostatku sirovodíku se některé fotosyntetické bakterie vyvinuly tak, aby při fotosyntéze používaly vodu, tak vznikly sinice.

## Fotoautotrofie

Zjednodušené schéma fotosyntézy

Fotoautotrofie je způsob využívání světelné energie pro získání uhlíku z CO2 k vlastnímu životu. Zásadní reakcí, kterou autotrofy (zelené rostliny, řasy a některé bakterie) získávají živiny, je fotosyntéza. Při ní dochází k přeměně světelné energie na energii chemickou. Na této reakcí závisí život na Zemi všech organismů.
Fotosyntéza je složitý biochemický proces, při kterém se mění přijatá energie světelného záření na energii chemických vazeb. Sluneční záření je využito k syntéze energeticky bohatých organických sloučenin (cukrů) z jednoduchých anorganických sloučenin (oxidu uhličitého CO2 a vody H2O. Zároveň se uvolňuje kyslík O2 potřebný k dýchání u heterotrofních organismů.
Fotosyntéza probíhá v chloroplastech zelených rostlin a mnohých dalších eukaryotických organizmů (řasy), ale také v buňkách sinic a některých dalších bakterií.

## Chemoautotrofie
Chemoautotrofie je způsob využívání chemické energie pro získání uhlíku z CO2 k vlastnímu životu. Vyskytuje se u některých bakterií a archeánů. Jsou to například sírové bakterie nebo nitrifikační bakterie. Redukční činidlo pro fixaci CO2 mohou tyto organismy získávat z anorganických látek. Proto se také nazývají litotrofní (krmení kameny) nebo chemolithoautotrofní.

## Trofické skupiny
| Trofické skupiny                                                                              | Trofické skupiny             | Trofické skupiny        | Trofické skupiny      |
| Zdroj energie                                                                                 | Zdroj redukčních ekvivalentů | Zdroj uhlíku            | Název                 |
| --------------------------------------------------------------------------------------------- | ---------------------------- | ----------------------- | --------------------- |
| Světlo Foto-                                                                                  | Organický -organo-           | Organický -heterotrof   | fotoorganoheterotrof  |
| Světlo Foto-                                                                                  | Organický -organo-           | Oxid uhličitý -autotrof | fotoorganoautotrof    |
| Světlo Foto-                                                                                  | Anorganický -litho-          | Organický -heterotrof   | fotolithoheterotrof   |
| Světlo Foto-                                                                                  | Anorganický -litho-          | Oxid uhličitý -autotrof | fotolithoautotrof     |
| Chemické sloučeniny Chemo-                                                                    | Organický -organo-           | Organický -heterotrof   | Chemoorganoheterotrof |
| Chemické sloučeniny Chemo-                                                                    | Organický -organo-           | Oxid uhličitý -autotrof | Chemoorganoautotrof   |
| Chemické sloučeniny Chemo-                                                                    | Anorganický -litho-          | Organický -heterotrof   | Chemolithoheterotrof  |
| Chemické sloučeniny Chemo-                                                                    | Anorganický -litho-          | Oxid uhličitý -autotrof | Chemolithoautotrof    |
| Způsob získávání energie u organismů                                                          |                              |                         |                       |
| autotrofie • heterotrofie • mixotrofie • fototrofie • chemotrofie • litotrofie • organotrofie |                              |                         |                       |

## Autotrofy a heterotrofy
Bez autotrofů, organismů schopných produkovat organické látky z anorganických, by na Zemi nebylo života. Autotrofy jsou producenty energie a kyslíku a ostatní živé organismy bez nich nemohou žít. Autotrofy odebírají z prostředí oxid uhličitý, vodu a sluneční záření. A přeměňují je na sacharidy a kyslík. Tento mechanismus se také nazývá primární výroba.
Heterotrofní organismy (všechna zvířata a člověk, většina hub, většina bakterií a prvoků) jsou závislé na autotrofech. Živočichy dělíme na býložravce a masožravce. Býložravci se živí přímo rostlinami a získávají energii rozkládáním sacharidů nebo oxidací organických molekul (sacharidů, tuků a bílkovin), které rostliny vyrobily. Masožravci jsou závislí na autotrofech nepřímo, neboť živiny získávají z býložravců nebo ostatních masožravců.